# Foho Manuak
Der Foho Manuak (kurz Manuak) ist ein Höhenrücken in der osttimoresischen Gemeinde Bobonaro. Er liegt im Norden des Sucos Sanirin (Verwaltungsamt Balibo) und hat eine Höhe von 194 m. Südlich liegt der Ort Oemarasi, nordwestlich das Dorf Subaleco. Östlich erhebt sich der Foho Mataribig (285 m).